# 5e sommet de la Commission de l'océan indien
Le Ve sommet des Chefs d'État et de gouvernement de la Commission de l'Océan Indien a lieu le 24 avril 2025 à Ivato, à Madagascar. Il réunit les membres permanents de la COI : les Comores, la France au titre de La Réunion, Madagascar, Maurice et les Seychelles. L'UE, l'AFD, l'OIF et le CIRAD sont également représentés.

## Contexte
Le dernier sommet de la COI organisé à Madagascar remonte à 2005 sous la présidence de Marc Ravalomanana. Andry Rajoelina reçoit les chefs d'État ou de gouvernement des Comores, de la France, de Maurice et des Seychelles. Les discussions seront organisées autour du thème « Sécurité et souveraineté alimentaires pour le développement  du marché de l’Indianocéanie ».
En marge du sommet, le président français, Emmanuel Macron prévoit d'effectuer une visite d'État à Antananarivo, capitale de Madagascar.

## Composition

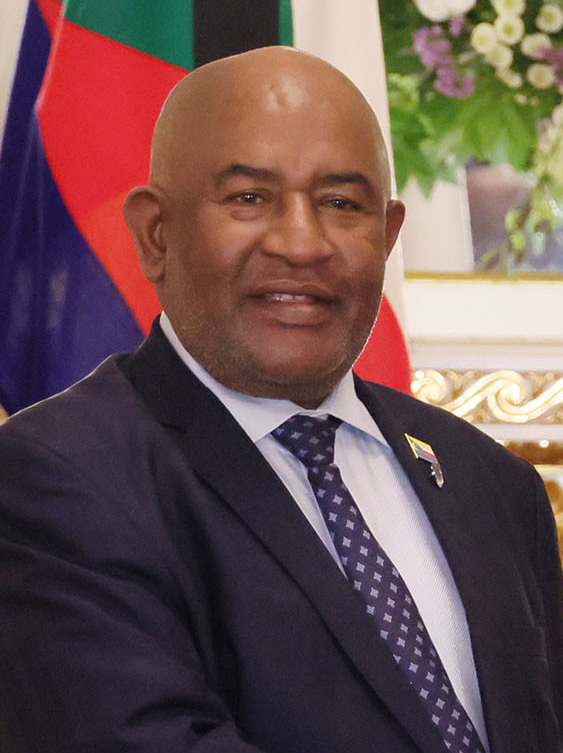
' Azali Assoumani, Président
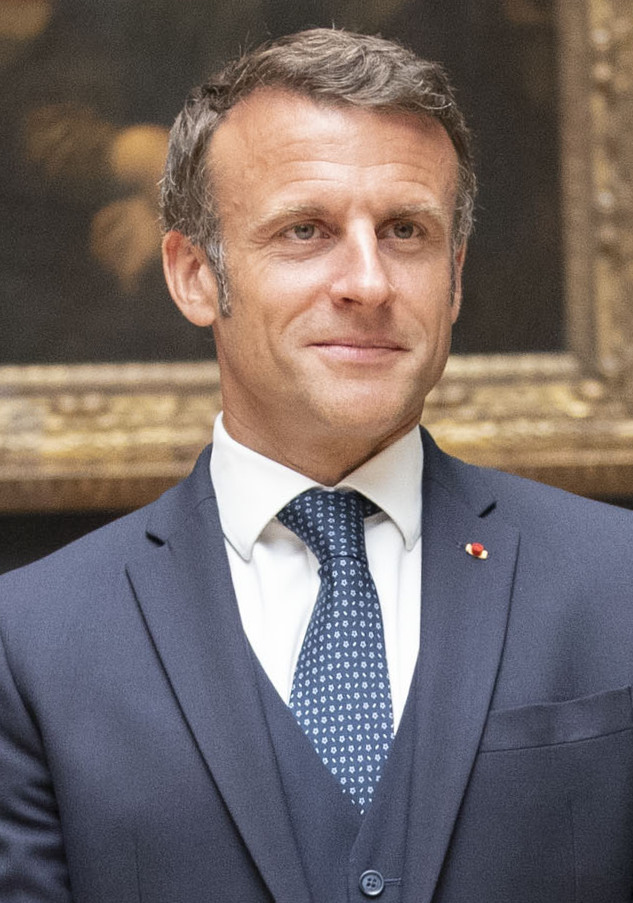
' Emmanuel Macron, Président
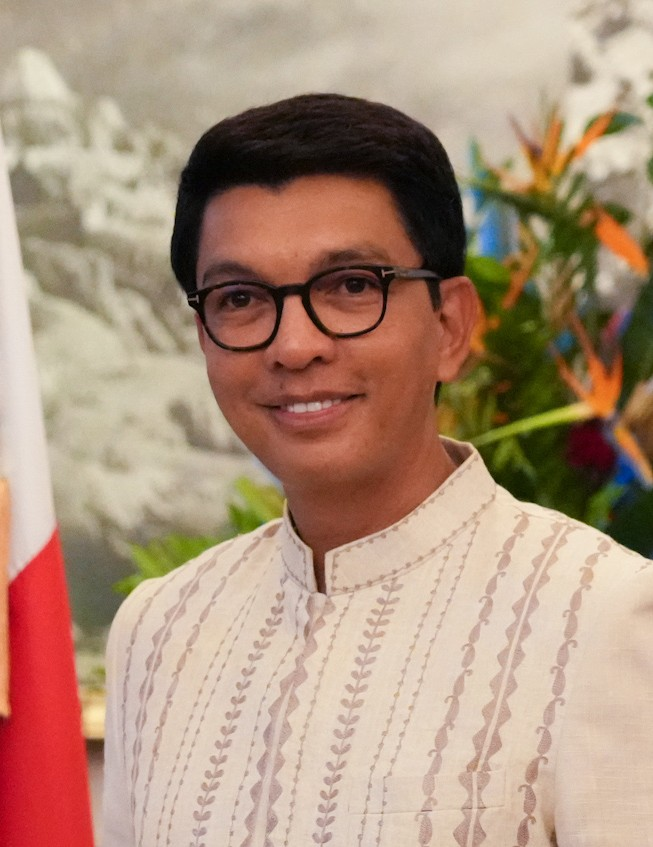
' Andry Rajoelina, Président
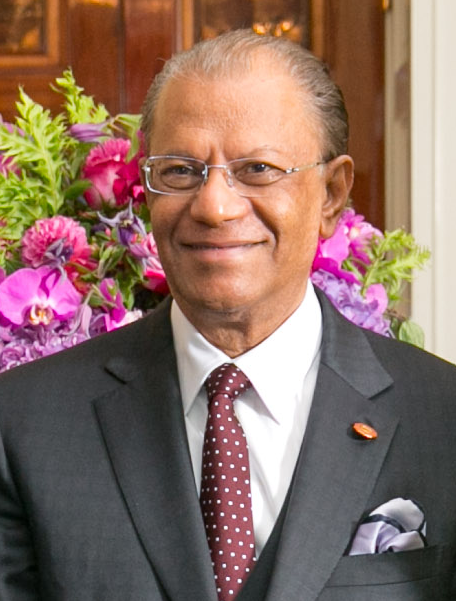
' Navin Ramgoolam, Premier ministre
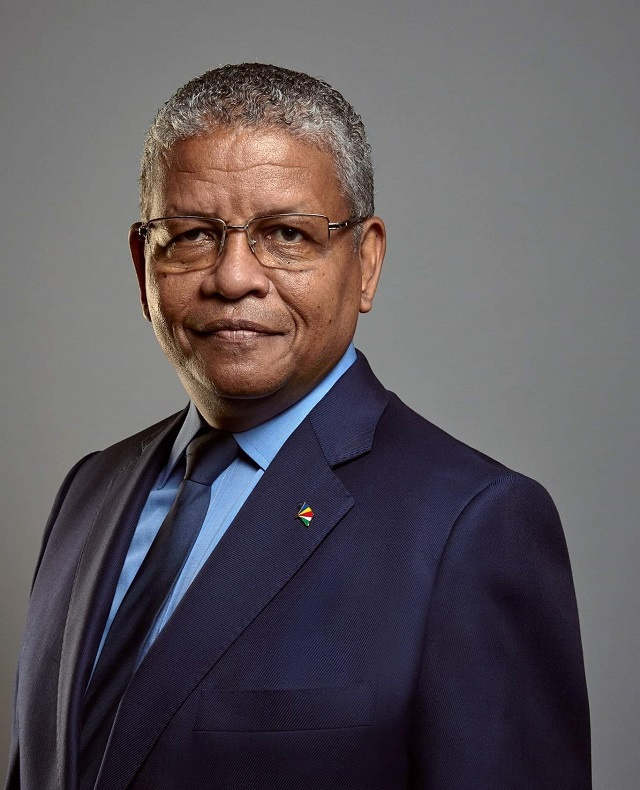
' Wavel Ramkalawan, Président

- Comores
Azali Assoumani,
Président
- France
Emmanuel Macron,
Président
- Madagascar
Andry Rajoelina,
Président
- Maurice
Navin Ramgoolam,
Premier ministre
- Seychelles
Wavel Ramkalawan,
Président

## Moyens mis en place
La ville d'Antananarivo se prépare quelques mois avant la tenue du sommet de la COI ainsi que de la visite d'Emmanuel Macron. De février à avril 2025, d'importants chantiers de rénovation et de réhabilitation de la voirie, accompagné par d'importants travaux d'assainissement sont réalisés dans la capitale malgache.
Un important dispositif sécuritaire est mis en place, mobilisant notamment les Forces d'intervention de la Police nationale, la gendarmerie à travers l'État-major Mixte Opérationnel National, épaulés par l'armée malgache,.
Afin de désengorger la circulation à Antananarivo, la journée du 23 avril est déclarée chômée et payée.

## Opposition

### Manifestations
Le 17 avril 2025, les comoriens se rassemblent en masse à Moroni, capitale de l'Union des Comores, en opposition à une possible reconnaissance de Mayotte comme territoire français. Les Comores revendiquent en effet leur souveraineté sur Mayotte depuis l'indépendance.